# 8698 Bertilpettersson
8698 Bertilpettersson (1993 FT41) là một tiểu hành tinh vành đai chính.